# Brody Duże (województwo świętokrzyskie)
Brody Duże – wieś w Polsce, położona w województwie świętokrzyskim, w powiecie staszowskim, w gminie Oleśnica.
W latach 1975–1998 miejscowość należała administracyjnie do województwa kieleckiego.